# Tokka och Rahzar
Tokka och Rahzar är två fiktiva karaktärer i beättelserna om Teenage Mutant Ninja Turtles. Tokka är en muterad alligatorsnappsköldpadda och Rahzar är en muterad varg.

## Långfilmer
I den andra långfilmen, där de medverkade först, kidnappade Shredder professor Jordon Perry och tvingade honom att framställa mutagen åt Fotklanen, så att Shredder kunde mutera djur och träna dessa att slåss mot sköldpaddorna. Djuren var en snappsköldpadda och en varg. Då Shredder såg att Tokka och Rahzar hade låg intelligens, ville han ta livet av dem. Men Jordon Perry förklarade att de var ändå levande varelser, och han lyckades övertala Shredder att inte döda dem. Shredder kom då på att han kunde hota sköldpaddorna med att om de inte ville utmana Fotklanen på strid, skulle Shredder skicka ut Tokka och Rahzar att förstöra på gatorna i New York. Efter att sköldpaddorna befriat Jordon Perry skapade han sedan ett antimutagen, som sköldpaddorna försökte lura Tokka och Rahzar att äta. Det tog tid, men till slut tog antimutagenet effekt och Tokka och Rahzar blev två vanliga djur igen.

## 1987 års tecknade TV-serie
I 1987 års tecknade TV-serie var Tokka och Rahzar bara med en gång, under säsong 7 1993 i avsnittet "Dirk Savage: Mutant Hunter".
I avsnittet stavades deras namn Toka och Razar.

## Turtles Forever
Rahzar och Tokka gör en cameo i den tecknade långfilmen Turtles Forever. Efter att Hun fått tag i Krangs mutagen och börjat mutera sin armé syns de till vid ett par tillfällen, bland annat när de attackerar skåpbilen tillhörandes sköldpaddorna baserade på rollfigurerna från 1987 års TV-serie.

## TV-spel
De tidigare TV-spelen var baserade på 1987 års tecknade TV-serie, men Tokka och Rahzar var med i TV-spelen innan de varit med i TV-serien. I TV-spelen användes dock stavningarna Tokka och Rahzar.

### Fotnoter
1. ↑  ”Ninja Turtles”. Arkiverad från originalet den 16 juli 2011. https://web.archive.org/web/20110716062531/http://www.ninjaturtles.com/cartoon/guide/cart167.htm. Läst 19 juli 2011.